# Vodní mlýn v Horním Maršově
Vodní mlýn v Horním Maršově v okrese Trutnov je vodní mlýn, který stojí na Lysečinském potoce. Od roku 1998 je chráněn jako nemovitá kulturní památka České republiky.

## Historie
Mlýn pochází z první poloviny 19. století a kromě mletí obilí sloužil také k výrobě oleje ze lněných semínek. Pracoval do konce druhé světové války, po roce 1945 ztratil svoji původní funkci.

## Popis
Mlýn má zděnou patrovou přední část, na jejíž fasádě jsou zachovány zbytky bohaté štukové výzdoby. Na jihovýchodní straně je přistavěna hospodářsko-provozní část krytá sedlovou stříškou. Reprezentativní vstup na severozápadní straně má v kamenném ostění dvoukřídlé dřevěné dveře se segmentovým světlíkem krytým kovanou mříží. Chodba s keramickou dlažbou je sklenuta dvěma poli křížové klenby. Obytné místnosti jsou plochostropé, na podlaze dřevěná prkna. Vstup do patra je od jihovýchodní strany.
Voda na vodní kolo vedla náhonem na jihovýchodní straně mlýna. V roce 1930 zde bylo jedno kolo na svrchní vodu (průtok 0,22 m³/s, spád 5,3 m, výkon 10,1 k). Vodní kniha uvádí průměr kola 14', šířku 3'6". Technologie se nedochovala.